# Тарантул (роман)
«Тарантул» (англ. Tarantula) — экспериментальный роман американского певца и поэта Боба Дилана, написанный в 1965–1966 годах. В романе используется литературный приём, известный как поток сознания, по стилю «Тарантул» напоминает произведения таких писателей, как Джек Керуак, Уильям Берроуз и Аллен Гинзберг.
Впоследствии после выхода первого издания Дилан говорил, что у него в то время не было серьёзного намерения написать книгу и это была не его идея — в большей степени она принадлежала Альберту Гроссману, его бывшему менеджеру. Он также сравнивал «Тарантула» с «Пишу как пишется» (англ. In His Own Write) Джона Леннона.
Книга была закончена в 1966 году, но официально издана только в 1971 году — и сразу же получила плохие отзывы критиков. В 2003 году в журнале Spin был опубликован рейтинг «пяти самых непонятных предложений из книг, написанных музыкантами», где предложение из книги Дилана заняло первое место. В начале 2000-х годов книга была переиздана на английском, а также переведена на португальский, французский и хорватский языки.
На русский была переведена в 1986 году Максимом Немцовым.